# 赞丹风车

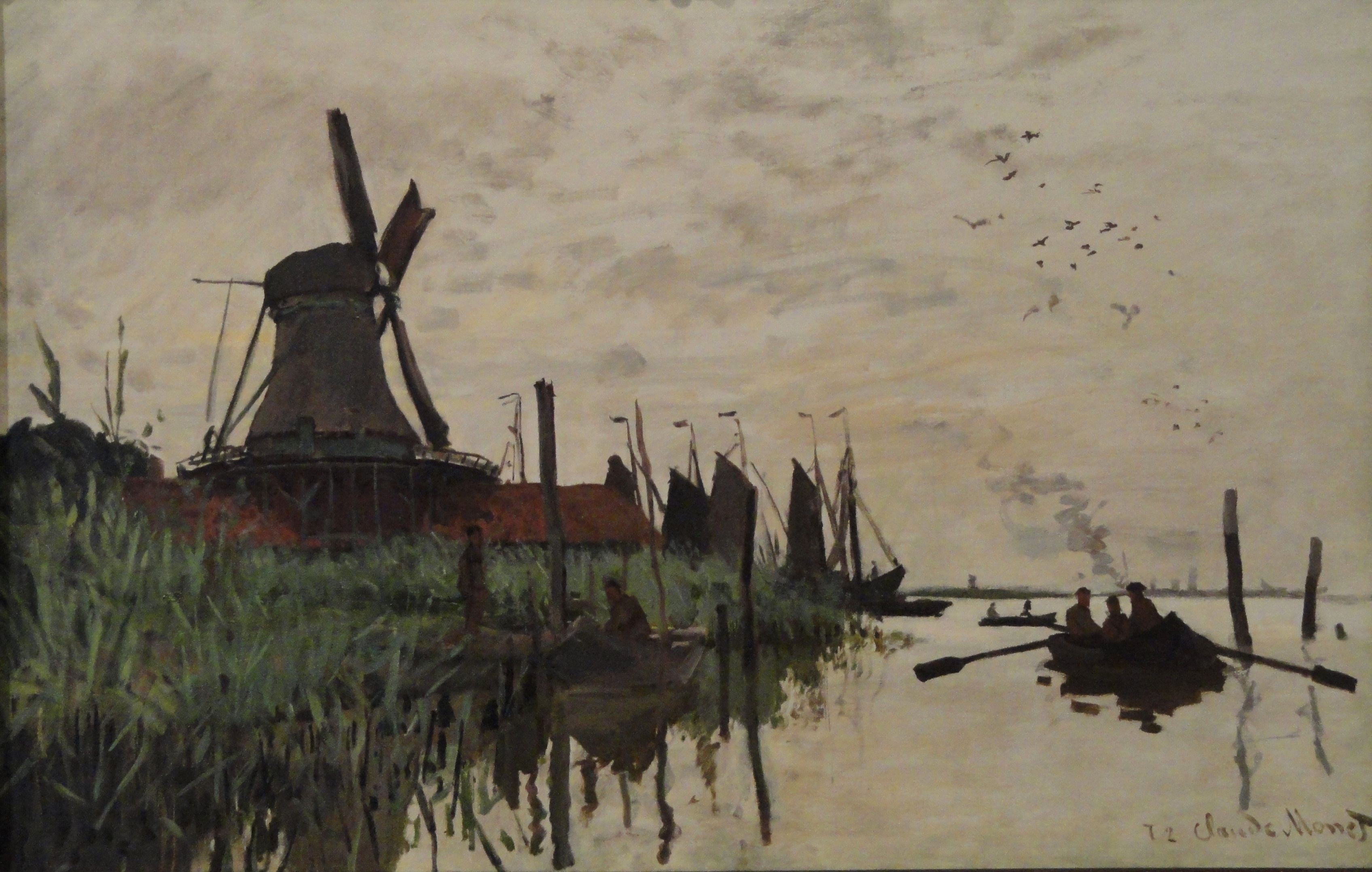

赞丹风车（英語：Windmill at Zaandam）或名赞丹风车与船是克洛德·莫奈在1871年创作的一幅油画，目前收藏于新嘉士伯美术馆。 
为躲避普法战争，克洛德·莫奈和他的家人逃往伦敦。1871年，莫奈离开伦敦，准备返回法国。但在夏尔-弗朗索瓦·多比尼的推荐下，他决定绕道荷兰的赞丹，并在那里呆了五个月，创作了大约20幅关于附近平面景观的画作。 